# Čėslaŭ Sipovič
Čėslaŭ Sipovič (in bielorusso Чэслаў Сіповіч?, Čėslaŭ Sipovič; Dziedzinka, 8 dicembre 1914 – Londra, 4 ottobre 1981) è stato un vescovo cattolico bielorusso naturalizzato britannico della Chiesa greco-cattolica bielorussa.

## Biografia
Čėslaŭ Sipovič nacque a Dziedzinka, un piccolo villaggio della Bielorussia nord-occidentale, l'8 dicembre 1914. Era il maggiore di otto fratelli. Secondo il fratello minore, ereditò dalla madre l'amore per la lingua bielorussa.

### Formazione e ministero sacerdotale
Fin dalla prima giovinezza espresse l'inclinazione per il sacerdozio e nel 1928 entrò nella scuola superiore gestita da sacerdoti bielorussi della Congregazione dei chierici mariani nella città di Druja. Cinque anni dopo, nel 1933, lasciò gli studi per entrare nel noviziato della Congregazione dei chierici mariani e dopo aver professato i voti temporanei ritornò a studiare. Studiò in preparazione al sacerdozio presso l'Università di Vilnius fino a quando nel 1938, durante le vacanze estive, il governo della Seconda Repubblica di Polonia espulse i monaci e gli studenti bielorussi considerandoli una minaccia per lo Stato. Agli studenti fu anche negata la possibilità di proseguire gli studi universitari a Vilnius. Alcuni di loro si trasferirono a Varsavia e altri a Roma per continuare la formazione. Tra di essi vi era Sipovic che poi prese la decisione di adottare il rito bizantino.
Il 16 giugno 1940 venne ordinato presbitero a Roma. Nel 1942 completò gli studi di teologia presso la Pontificia Università Gregoriana e il 19 dicembre 1942 conseguì il dottorato presso il Pontificio istituto orientale con una tesi sul metropolita di Kiev Jason Smogorževskyj.
In occasione della seconda guerra mondiale venne in Italia insieme a molti profughi bielorussi; tra essi vi erano altri due sacerdoti: Leŭ Haroška e Piotr Tatarynovič. I tre si recarono in Vaticano per spiegare le esigenze dei bielorussi. Il papa nominò quindi il lettone Boļeslavs Sloskāns visitatore apostolico per i bielorussi, russi, lettoni ed estoni. In seguito i tre si divisero: Piotr Tatarynovič rimase a Roma, Leŭ Haroška andò in Francia e Čėslaŭ Sipovič andò in Gran Bretagna.
Sipovič arrivò in Inghilterra il 9 aprile 1947 e fondò poco dopo l'Associazione dei bielorussi in Gran Bretagna. Collaborò anche alla pubblicazione della rivista di spiritualità bielorussa Božym šliacham insieme a Haroška. Nell'ottobre del 1947 venne istituita la missione cattolica di rito bizantino e padre Čėslaŭ Sipovič ne fu il primo rettore. Nel 1954 fu uno dei fondatori della Società anglo-bielorussa.

### Ministero episcopale

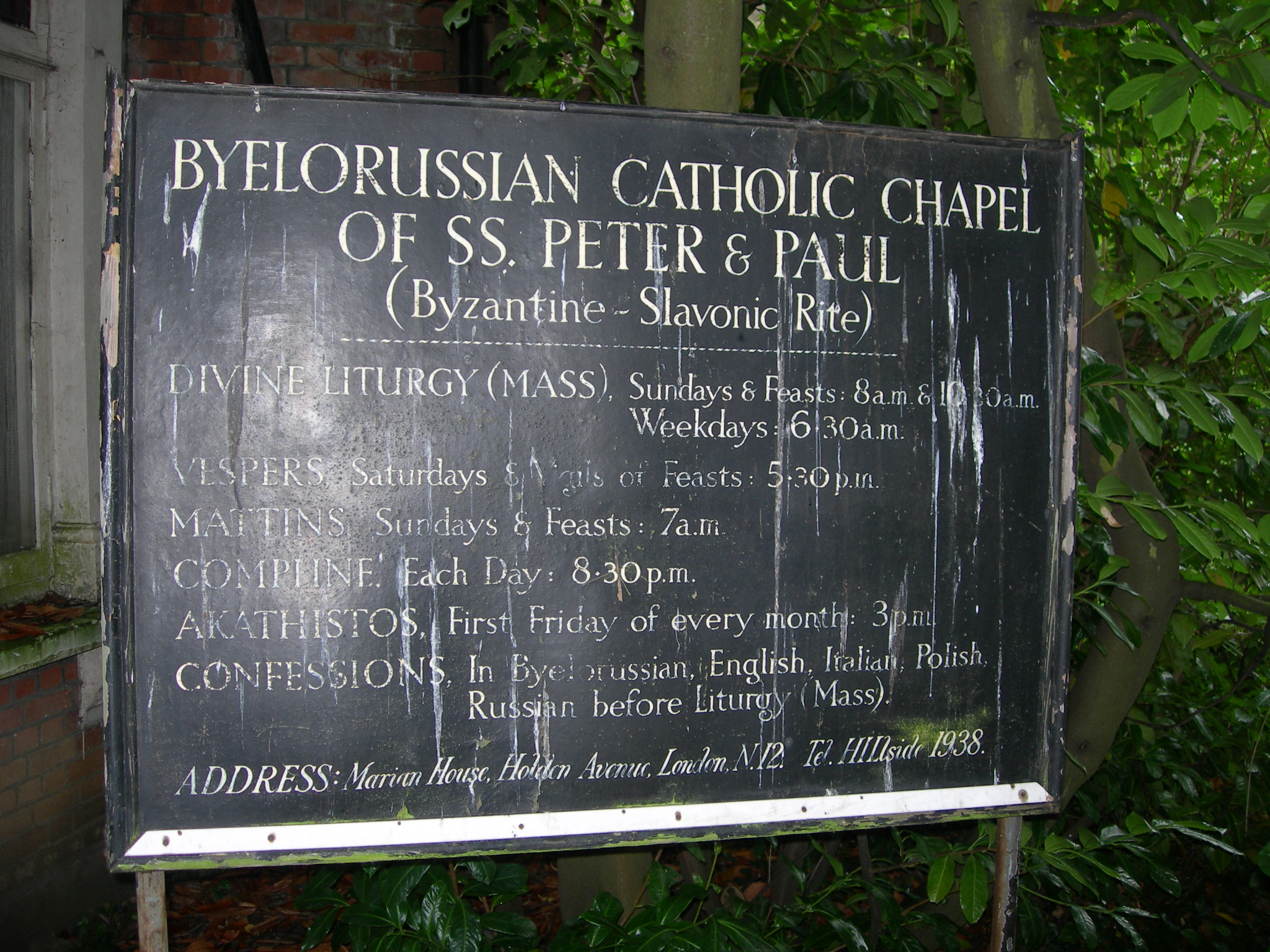
Cartello della cappella greco-cattolica bielorussa dei Santi Pietro e Paolo a Londra dove monsignor Sipovič operò fino al 1981 (prima dell'ampliamento).

Nel gennaio del 1960 il vescovo Boļeslavs Sloskāns, visitatore apostolico per i bielorussi della diaspora, annunciò che a causa del suo stato di salute non avrebbe potuto continuare ad esercitare tale incarico e comunicò al papa la necessità di un vescovo bielorusso che lo sostituisse. Il 2 luglio 1960 papa Giovanni XXIII nominò padre Čėslaŭ Sipovič vescovo titolare di Mariamme e visitatore apostolico per i fedeli della Chiesa greco-cattolica bielorussa della diaspora. Ricevette l'ordinazione episcopale il 4 agosto successivo a Monaco di Baviera dal visitatore apostolico per i fedeli ucraini in Europa occidentale Ivan Bučko, co-consacranti l'esarca apostolico di Germania e Scandinavia Platon Volodyslav Kornyljak e il vescovo titolare di Nauplia Andrei Apollon Katkoff.
Il 2 luglio 1963 venne eletto superiore generale della Congregazione dei chierici mariani, incarico che mantenne fino al 28 luglio del 1969, quando rassegnò le dimissioni. Partecipò a tutte le sessioni del Concilio Vaticano II dove fece parte della commissione per i religiosi e della commissione per la riforma della legge canonica orientale. Viaggiò in tutto il mondo, visitando le case del suo ordine religioso e le comunità bielorusse della diaspora.
Al suo ritorno in Inghilterra, Sipovič si dedicò alla creazione del Francis Skaryna Belarusian Library and Museum di North Finchley, presso Londra, che aprì le sue porte nel 1971.
Negli ultimi dieci anni della sua vita la sua salute peggiorò e dovette quindi ridurre gli spostamenti. Poté quindi dedicare più tempo alla scrittura. Nel 1978 pubblicò un'analisi della liturgia di Crisostomo nelle Chiese slava e latina.
Morì a Londra il 4 ottobre 1981 all'età di 66 anni, pochi mesi dopo aver subito un complicato intervento alla prostata. La divina liturgia di esequie si tenne nella cappella dei Santi Pietro e Paolo a Londra. È sepolto nel cimitero di San Pancras e Islington a Londra.

## Genealogia episcopale
La genealogia episcopale è:
- Patriarca Geremia II Tranos
- Arcivescovo Michal Rahoza
- Arcivescovo Hipacy Pociej
- Arcivescovo Iosif Rucki
- Arcivescovo Antin Selava
- Arcivescovo Havryil Kolenda
- Arcivescovo Kyprian Žochovs'kyj
- Arcivescovo Lev Zaleski
- Arcivescovo Jurij Vynnyc'kyj
- Arcivescovo Luka Lev Kiszka
- Vescovo György Bizánczy
- Vescovo Inocențiu Micu-Klein, O.S.B.M.
- Vescovo Mihály Emánuel Olsavszky, O.S.B.M.
- Vescovo Vasilije Božičković, O.S.B.M.
- Vescovo Grigore Maior, O.S.B.M.
- Vescovo Ioan Bob
- Vescovo Samuel Vulcan
- Vescovo Ioan Lemeni
- Arcivescovo Spyrydon Lytvynovyč
- Arcivescovo Josyf Sembratowicz
- Cardinale Sylwester Sembratowicz
- Arcivescovo Julian Kuiłovskyi
- Arcivescovo Andrej Szeptycki, O.S.B.M.
- Arcivescovo Ivan Bučko
- Vescovo Čėslaŭ Sipovič, M.I.C.